# Wambierzyce
Wambierzyce (en allemand Albendorf, en tchèque Vambeřice), surnommé la « Jérusalem de Silésie », est un petit village du sud de la Pologne. C’est un important lieu de pèlerinage et de tourisme.

## Géographie

### Localisation
Le village est situé à une altitude de 370–410 m dans la pittoresque vallée du Cédron (en référence au torrent de Judée qui sépare Jérusalem du mont des Oliviers), sur le flanc oriental des monts Tabulaires (Góry Stołowe), dans la voïvodie de Basse-Silésie, à 22 km au nord-ouest de Kłodzko.

## Toponymie
Le village est mentionné pour la première fois en 1330, sous le nom d’Alberndorf. En 1398, le village est appelé Alberdorf. En 1418, le nom du village devient Alberti villa et, en 1560, Alberichsdorf. Depuis, le nom allemand du village a évolué vers sa forme actuelle d’Albendorf. Les pèlerins tchèques de Bohême et de Moravie avaient baptisé le village Vambeřice. Après la Seconde Guerre mondiale, quand la Basse-Silésie est devenue polonaise, le nom tchèque écrit en polonais (Wambierzyce) est devenu le nom officiel du village.
Aujourd’hui, le village de Wambierzyce fait partie de la commune de Radków.

## Histoire

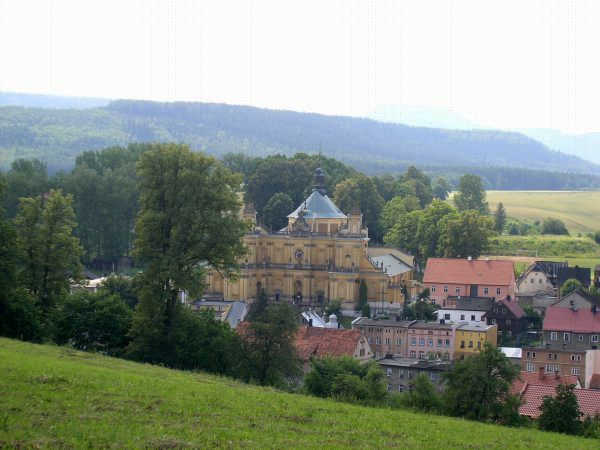
Vue de Wambierzyce et de la basilique

Selon la légende, la statuette en bois de la Vierge à l’Enfant était à l’origine placée sur un grand tilleul qui se trouvait sur le site du village. À la fin du XIIe siècle, un aveugle aurait retrouvé la vue en priant au pied de la statuette. En signe de reconnaissance, il éleva un autel en pierres devant le tilleul. Une chapelle en bois a été construite en 1263. Une église a été construite en 1512 à la place de la chapelle, mais elle a été détruite pendant la Guerre de Trente Ans.
L’église de la Visitation-de-Notre-Dame est l’actuelle église des pèlerins. Elle a été construite de 1695 à 1710. Les architectes ont voulu lui donner un aspect qui évoque le Temple de Jérusalem. Trois ans après la fin de la construction, l’imposante façade de style Renaissance a dû être détruite car elle menaçait la stabilité de la structure. L’église a été reconstruite de 1715 à 1723 dans un style baroque. De la fin du XVIIe siècle jusqu’au XIXe siècle, à l’initiative de Daniel Osterberg, un chemin de croix a été aménagé, avec une centaine de chapelles et 130 statuettes illustrant les grands moments de la vie de Jésus et de la Vierge, ainsi que la Passion du Christ.
Après la réorganisation de la Prusse, Albendorf fait partie à partir de 1815 de la province de Silésie, qui est divisée en arrondissements. De 1816 à 1853, la ville est rattachée à l'arrondissement de Glatz et de 1854 à 1932 à l'arrondissement de Neurode.
En 1936, l'église a été élevée au rang de basilique mineure par le pape Pie XI. À l’intérieur se trouve une figurine de la Vierge à l'Enfant, appelée Vierge de Wambierzyce, taillée dans du bois de tilleul, datant du XIVe siècle.
L’église domine une petite place. Pour rentrer dans l’église, il faut monter 57 marches. Ce nombre est symbolique : 9 (nombre de chœurs angéliques) + 33 (l’âge du Christ lors de sa crucifixion) + 15 (l’âge de Marie lorsqu’elle est devenue la mère du Christ).
En 1980, le pape Jean-Paul II a donné le titre de « reine des familles » à la Vierge de Wambierzyce.

## Autres curiosités
- Une crèche, réalisée par un horloger tchèque à la fin du XIXe siècle, contient 800 figurines en bois dont 300 sont animées.
- Le village abrite aussi un petit jardin zoologique et un musée de l'économie ménagère.
- Une statue de Sainte Wilgeforte (Sainte Débarras, Sainte Kümmerniss) serait hébergée dans la basilique.